# Aalsmeerderbrug (Haarlemmermeer)
Aalsmeerderbrug is een buurtschap in de gemeente Haarlemmermeer, in de Nederlandse provincie Noord-Holland. De plaats ligt aan de Ringvaart van de Haarlemmermeerpolder, tegenover Aalsmeer. De buurtschap is genoemd naar de brug over deze vaart, de Aalsmeerderbrug. Ten zuiden ligt Rijsenhout, ten noorden Oude Meer en in het westen ligt Rozenburg. Ten noordwesten liggen de bedrijventerreinen van Schiphol-Rijk. Aalsmeerderbrug heeft 505 inwoners (2023).
Dwars door het dorp loopt de N196, vroeger de N201. Tot in de jaren 1950 werd Aalsmeerderbrug ook wel Aalsmeerderbuurt genoemd.

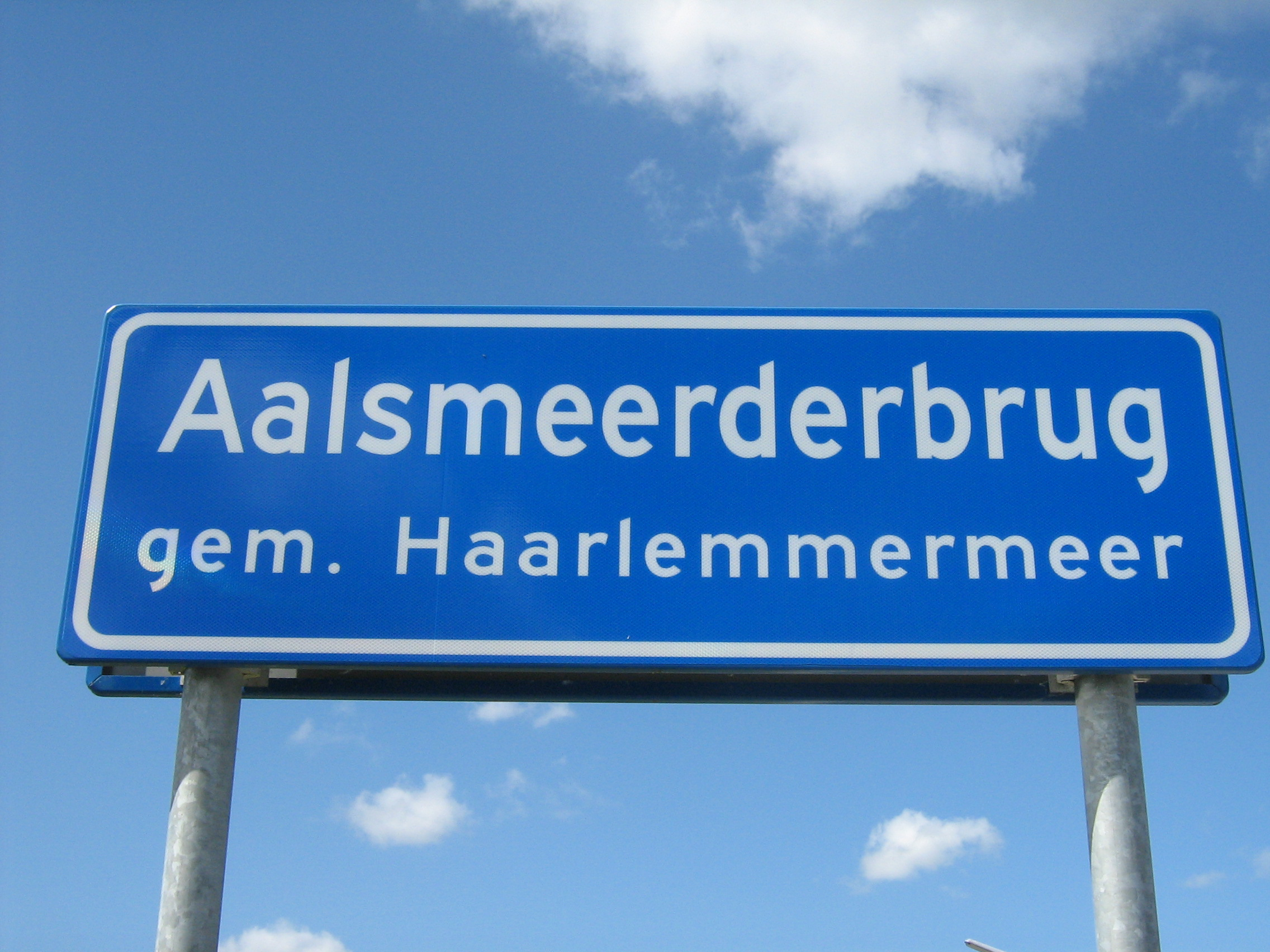
Kombord

Plaatsen: Abbenes · Badhoevedorp · Beinsdorp · Buitenkaag · Burgerveen · Cruquius · Haarlemmerliede · Halfweg · Hoofddorp · Leimuiderbrug · Lijnden · Lisserbroek · Nieuw-Vennep · Rijsenhout · Rozenburg · Schiphol · Schiphol-Rijk · Spaarndam-Oost · Spaarnwoude · Vijfhuizen · Weteringbrug · Zwaanshoek · Zwanenburg

Gehuchten en buurtschappen: Aalsmeerderbrug · Boesingheliede · Cruquius-Oost · De Hoek · Huigsloot · 't Kabel · De Liede · Nieuwebrug · Nieuwe Meer · Oude Meer · Penningsveer · Schiphol-Oost · Vinkebrug · Vredeburg · Weberbuurt

Voormalige gemeente: Haarlemmerliede en Spaarnwoude

Noord-Holland: Steden en dorpen      Nederland: Provincies · Gemeenten